# Belagerung von Bharatpur (1805)

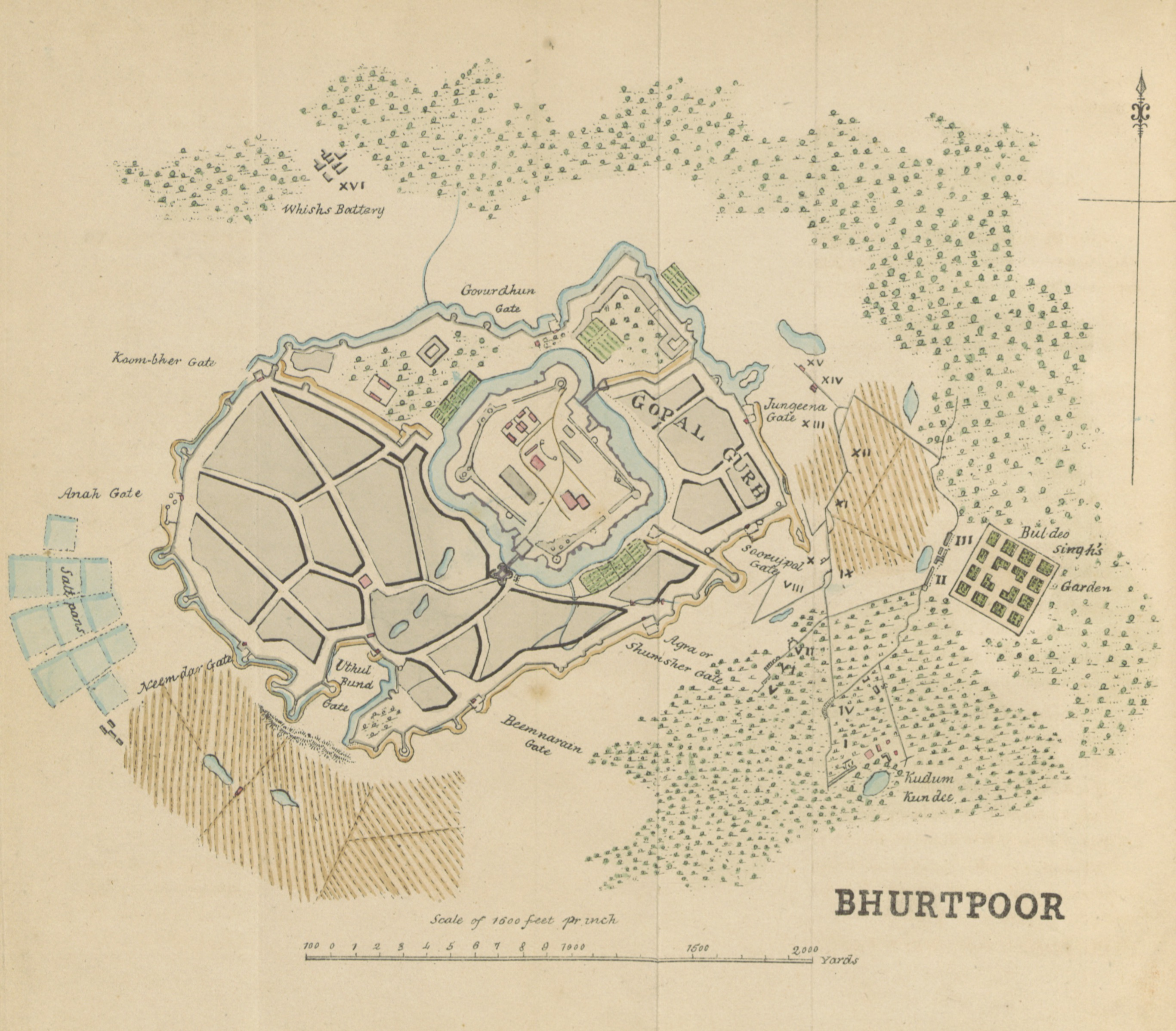
Karte von Bharatpur

Die Belagerung von Bharatpur fand 1805 im Zuge des Zweiten Marathenkriegs statt. Kontrahenten waren die Britische Ostindien-Kompanie als Angreifer und marathische Truppen als Verteidiger.

## Verlauf
Nach der Belagerung von Deeg marschierte General Gerard Lakes Armee nach Bharatpur, der Hauptstadt des gleichnamigen Königreichs, und errichtete am 29. Dezember 1804 in sieben Kilometer Entfernung ihr Lager.
Die Festung verfügte über 100.000 Verteidiger, darunter eine große Zahl Kavallerie, unter dem Befehl von Raja Ranjit Sing und dem Maharaja von Maratha Jaswant Rao Holkar.
Am 1. Januar 1805 begannen die Schanzarbeiten. Vier Kanonen standen zur Verfügung, um Breschen zu schießen.
Am 9. Januar 1805 um 8 Uhr morgens begann der erste Versuch einer Erstürmung, die Bresche erwies sich allerdings als nicht ausreichend und der Angriff scheiterte unter hohen Verlusten. In der Folge wurde der Beschuss an einer Stelle weiter östlich erneut aufgenommen.
Dieser Versuch am 20. Januar um 14 Uhr scheiterte ebenfalls. Erneut wurde weiter östlich eine dritte Bresche geschossen.
Am 20. Februar kam es zu einem Ausfall von 400 Verteidigern, denen es gelang, die Geschützstellung zu erobern. Ein britischer Gegenangriff war erfolgreich und die Kanonen konnten zurückerobert werden. Nur wenige der Angreifer überlebten.
Um 12 Uhr des gleichen Tages begann der dritte Angriff, aber auch dieser war erfolglos und führte zu großen Verlusten.
Um 14 Uhr des darauffolgenden Tages begann der vierte und letzte Versuch einer Erstürmung, führte aber wie alle vorangegangenen nur zu hohen Verlusten unter den Briten.
Insgesamt waren die verfügbaren Belagerungskanonen nicht in der Lage, eine ausreichend große Bresche zu schießen.

## Folgen
General Lake einigte sich mit Raja Ranjit Singh darauf, gegen den Erhalt einer Entschädigung abzuziehen. Ebenso sollte Holkar die Festung verlassen.
Bharatpor wurde erst zwanzig Jahre später nach einer Belagerung durch Viscount Combermere erobert.